# Wu Rongrong
Wu Rongrong (en xinés 武嵘嵘; 1985) és una feminista xinesa lluitadora pels drets de les dones. Forma part d'un dels col·lectius feministes més grans de la Xina, Feminist Five o Gang of Five (Les cinc feministes).

## Biografia
Wu Rongrong nasqué el 1985 al comtat de Jiaocheng, Lüliang, província de Shanxi, al nord de la Xina. Estudià en la Universitat de Dones de la Xina i s'especialitzà en treball social. Durant dos anys fou voluntària en la Xina Children's Press and Publication Group, una organització de notícies i publicacions de la Lliga de la Joventut Comunista de la Xina que promou activitats juvenils amb compromís social. També fou quasi quatre anys voluntària de la Fundació New Path de la Xina.
En un bloc escrit per Wu, publicà les experiències dels seus anys universitaris d'assetjament sexual per part de funcionaris locals de la seua ciutat natal. En el bloc, també atribueix a l'ambient patriarcal en el qual va créixer la causa del seu posterior activisme pels drets de les dones.
Wu creà el Centre de Dones Weizhiming de Hangzhou el 2014 i n'és directora. Abans Wu havia dirigit el projecte per als programes de drets de les dones al Pequín Yirenping Center, una organització dedicada a la justícia social i la salut pública, membre del personal del Pequín Aizhixing Institute, la principal ONG de la Xina pels drets de les persones infectades amb sida.

## Activisme
El 8 de març del 2015, amb motiu del Dia Internacional de les Dones, Wu i altres activistes feministes, incloses les Cinc Feministes, volien repartir pamflets en autobusos públics i al metro per a conscienciar sobre l'assetjament sexual. No obstant això, el seu pla fou frustrat per la policia, i van detenir i empresonar deu activistes per desordre públic. A Wu se li va negar la medicació per a l'hepatitis, la qual cosa li provocà una deterioració en l'estat de salut. El 13 d'abril, després de setmanes de detenció, Wu fou alliberada sota fiança juntament amb altres quatre activistes. Després de l'alliberament, l'espòs de Wu explicà en una entrevista telefònica que Wu estava "col·lapsada emocionalment" pels insults i les amenaces a què la sotmeteren a la presó.
L'activisme de Wu i les altres dones detingudes rebé suport internacional durant aquest temps. Hillary Clinton, que es presentava com a candidata en aquest moment, va explicar: "La detenció d'activistes de dones xineses s'ha d'acabar" i descrigué l'acció del govern com a "inexcusable". El secretari d'estat dels Estats Units, John Kerry, en feu comentaris semblants demanant l'alliberament de les activistes.
El 2017, l'autoritat de seguretat del comtat de la província de Shanxi negà a Wu un permís per a estudiar Dret a Hong Kong, malgrat que la Universitat d'Hong Kong ja l'havia acceptada abans del bloqueig i li havia atorgat un visat per al Departament d'Immigració de Hong Kong. A més a més, se li va prohibir abandonar el país durant deu anys. Després de llargues negociacions, però, se li va concedir permís per a anar a Hong Kong una setmana després.
Quan el moviment MeToo guanyà impuls a nivell mundial, Wu donà suport i assessorament als activistes que fan campanyes per a prevenir l'assetjament sexual en les universitats xineses.